# Ville Aaltonen
Ville Aaltonen, född den 17 maj 1979 i Björneborg, är en finländsk bandyspelare. Hans moderklubb är Narukerä och han har även spelat i Ljusdals BK.
Ville Aaltonen kan beskrivas som en "allround-spelare" som kan användas på nästan alla positioner. I Bollnäs GIF spelade han offensiv mittfältare fram till säsongen 2009/2010, då han omskolades till forward. Hans signum är hans storlek, förmåga att bryta sig loss och skickliga bollnedtagningar.[källa behövs] Till säsongen 2007/2008 blev Aaltonen utlånad från Bollnäs till ryska Zorkij. Den 21 april 2008 meddelade Bollnäs sportchef Sören Persson att Ville Aaltonen gör comeback i klubben efter en säsong i Ryssland. 

## Klubbar
- 1998-1999  Narukerä, Finland
- 2000-2001  Narukerä, Finland
- 2001-2004  Ljusdals BK, Sverige
- 2004-2007  Bollnäs GoIF, Sverige
- 2007-2008  Zorkij, Ryssland
- 2008- Bollnäs GoIF, Sverige

## Resultat
- 1999 Finska mästare med Narukerä
- 2004 Världsmästare 2004
- 2009 Bästa bandyspelare i Finland
- 2010 Bästa bandyspelare i Finland
- 2010 SM-silver
- 2011 VM-silver med Finland
- 2011 SM-silver